# COMMD3
COMMD3 (англ. COMM domain containing 3) – білок, який кодується однойменним геном, розташованим у людей на 10-й хромосомі. Довжина поліпептидного ланцюга білка становить 195 амінокислот, а молекулярна маса — 22 151.
| 10         |  | 20         |  | 30         |  | 40         |  | 50         |
| ---------- |  | ---------- |  | ---------- |  | ---------- |  | ---------- |
| MELSESVQKG |  | FQMLADPRSF |  | DSNAFTLLLR |  | AAFQSLLDAQ |  | ADEAVLDHPD |
| LKHIDPVVLK |  | HCHAAAATYI |  | LEAGKHRADK |  | STLSTYLEDC |  | KFDRERIELF |
| CTEYQNNKNS |  | LEILLGSIGR |  | SLPHITDVSW |  | RLEYQIKTNQ |  | LHRMYRPAYL |
| VTLSVQNTDS |  | PSYPEISFSC |  | SMEQLQDLVG |  | KLKDASKSLE |  | RATQL      |

A: Аланін

C: Цистеїн

D: Аспарагінова кислота

E: Глутамінова кислота

F: Фенілаланін

G: Гліцин

H: Гістидин

I: Ізолейцин

K: Лізин

L: Лейцин

M: Метіонін

N: Аспарагін

P: Пролін

Q: Глутамін

R: Аргінін

S: Серин

T: Треонін

V: Валін

W: Триптофан

Задіяний у таких біологічних процесах, як транскрипція, регуляція транскрипції, транспорт іонів, транспорт, убіквітинування білків, транспорт натрію. 
Білок має сайт для зв'язування з іоном натрію. 
Локалізований у цитоплазмі, ядрі.